# До Зброї (часопис)
До зброї — часопис військово-політичної думки представників українського Визвольного руху на чужині. Видавався з липня 1943 політичним відділом Головного Командування УПА. 

## Історія
Вважається, що головним редактором часопису «До зброї» був Яків Бусел («Галина»), волинський діяч ОУНР. Було випущено 7 номерів часопису, коли війська НКВС знайшли та знищили підпільну друкарню.
На чужині видавався щомісяця Військовим Центром, згодом — Місією УПА при ЗП УГВР.

## Тематика часопису
Часопис містив матеріали на такі теми: сучасна військова політика, військовий вишкіл, військова термінологія, історія, святкування національних річниць, описи боїв УПА, описи дій на фронтах Другої світової війни, патріотичні поезії, посмертні згадки тощо.
За кордоном з 1946 по 1954 роках вийшло 39 чисел журналу «До зброї».